# Copule (linguistique)
Pour les articles homonymes, voir Copule.
En syntaxe de la phrase simple, une copule est un mot qui, dans la phrase, relie le sujet à son attribut. Dans des langues comme les langues indo-européennes, la copule est un verbe et l’attribut est un mot de nature nominale (nom, pronom, adjectif, numéral) ou employé avec une valeur nominale (verbe au participe ou à l’infinitif, adverbe). Avec celui-ci, le verbe copulatif  à un mode personnel forme le prédicat de la phrase,,,.
À une forme nominale (un mode impersonnel), comme l’infinitif et le participe, le verbe copulatif forme avec l’attribut une construction nominale, ex. Si je pouvais être riche !, N’étant pas intelligent, il a raté son examen.
En syntaxe de la phrase complexe, l’attribut tel que présenté plus haut est remplacé par une proposition subordonnée complétive attribut : L’essentiel est que le client soit satisfait.
Certains auteurs étendent la notion de copule au verbe être lorsqu’il relie le sujet à un terme de la phrase considéré par d’autres comme un complément circonstanciel. Pour Dubois 2002, par exemple, dans Pierre était à la maison, être est une copule au même titre que dans Pierre est heureux ou dans Pierre sera un ingénieur. Eastwood 1994 a la même opinion du verbe anglais be « être » : The conference is every year « La conférence a lieu tous les ans ». Pour les grammairiens qui ne partagent pas cette vision, être est copulatif quand il n’a pas de sens lexical, et ne l’est pas mais constitue seul le prédicat lorsqu’il est utilisé avec un sens lexical, étant, par exemple, l’équivalent de se trouver (Il est à la campagne) ou d’avoir lieu, (en) The conference is every year.
Dans la suite de cet article, le verbe copulatif est traité dans le sens de verbe suivi par l’attribut du sujet.
Dans certaines langues, comme les langues romanes, on peut omettre facultativement le verbe copulatif « être » dans certaines situations. Dans d’autres il est obligatoirement absent dans des situations données, comme en hongrois, dans certaines de ces langues, entre autres l’arabe, pouvant être remplacé par un autre mot, par exemple un pronom. Dans certaines langues, tel le japonais, il n’y a pas de verbe copulatif mais des particules copulatives. Dans d’autres, comme le turc, il existe des suffixes copulatifs.

## Caractéristiques générales et emplois du verbe copulatif
Du point de vue morphologique, c’est le verbe copulatif qui exprime les traits grammaticaux que le prédicat peut avoir dans une langue donnée : personne, nombre, temps, mode, genre, aspect.
Du point de vue syntaxique, un tel verbe s’oppose par son contexte à ceux qui constituent seuls le prédicat, demandant obligatoirement la présence d’un mot qui peut exprimer l’attribut, et en même temps, la présence du sujet exprimé par un mot ou un groupe nominal, ou seulement par la désinence du verbe copulatif,.
Du point de vue sémantique, le sens lexical du verbe copulatif est nul (celui du verbe être) ou faible (celui d’autres verbes), étant tout d’abord un mot-outil. L’information sémantique est portée surtout par l’attribut. La copule contribue à établir plusieurs types de relations entre sujet et attribut :
- équivalence :

(fr) Partir c’est mourir un peu ;
(ro) Munca înseamnă satisfacție « Travail veut dire satisfaction » ;
(BCMS) Rat je danas nauka « La guerre est de nos jours une science » ;
- identité :

(fr) Ce chien est Médor ;
(en) Jo is the leader « C’est Jo le chef » ;
(ro) El este directorul « C’est lui le directeur » ;
(hu) Az lesz a te ajándékod, ami a kis dobozban van « Ton cadeau sera ce qui est dans la petite boîte » ;
- qualification (par un adjectif ou un nom) :

(fr) Cette fille est charmante, Jean est professeur ;
(en) He has become very handsome « Il est devenu très beau », She is a dancer « Elle est danseuse » ;
(ro) El este inteligent « Il est intelligent », Inelul ei este de aur « Sa bague est en or » ;
(hu) A villamos sárga lehet « Le tramway peut être jaune », Péter tanár volt « Péter était professeur » ;
(BCMS) Takav je bio « Il était comme ça », Ja jesam vještac « Je suis vraiment un sorcier » ;
- possession :

(fr) Ce livre est à Jean ;
(en) This book is John's « Ce livre est à John » ;
(ro) Cartea este a ei « Le livre est à elle » ;
(BCMS) On je naš « Il est à nous ».
Du point de vue de l’aspect il y a des verbes copulatifs statiques (être et ses synonymes) et progressifs (ou dynamiques) : devenir et ses synonymes.
Du point de vue stylistique, le verbe copulatif participe à la formation d’un type de métaphore explicite, selon la formule A est B, ex. Cet homme est un renard.

## Verbes considérés comme copulatifs
Le verbe copulatif par excellence est être. Certains grammairiens n’appellent copulatif que ce verbe, qu’ils opposent aux autres verbes introduisant un attribut du sujet, nommés verbes attributifs. D’autres appellent ces derniers verbes semi-copulatifs, pseudo-copulatifs ou copules lexico-grammaticales, puisqu’à la différence de être, qui n’a pas de sens lexical, ils gardent intégralement ou partiellement le leur, en participant à la sémantique globale du prédicat,,.
Selon Grevisse et Goosse 2007, le verbe constituer a une valeur de copule proche de être dans les contextes où il ne peut pas subir la transformation passive : ex. Détourner un seul centime constitue un vol (Guy de Maupassant). D’autres verbes qui unissent l’attribut au sujet sont (en gras dans les exemples) :
Je suis devenu un grand avocat d’assises (François Mauriac) ;
Les bonnes occasions se font rares ;
Mme Éléonore tomba malade dangereusement (Gustave Flaubert) ;
Rodolphe était resté muet (Flaubert) ;
Cette surface demeure impénétrable à la vue (Paul Claudel) ;
Au milieu de tant de morts, ces deux exécutions passèrent inaperçues (Albert Camus) ;
Sa voix affaiblie / semble le râle épais d’un blessé qu’on oublie (Charles Baudelaire) ;
Tout ce qui est triste me paraît suspect (Julien Green) ;
Ces propositions ont l’air sérieuses ;
Vue d’en haut, la place [du village] faisait encore plus étriquée (Hervé Bazin) ;
Les documents s’annoncèrent plus nombreux que ne l’avait d’abord fait espérer son maître (André Gide) ;
La fille passait pour coquette (Alphonse Daudet) ;
Les faits qu’elle cite m’apparaissent insignifiants (Mauriac) ;
La médecine s’était montrée impuissante ;
Les rues se trouvèrent trop étroites pour les éléphants (Flaubert) ;
Le marché s’avéra fructueux (Romain Rolland) ;
Il s’affirme grand comédien ;
Le règlement de ces importations se révèle difficile ou impossible ;
Il a été nommé président ;
L’accusé est présumé innocent ;
Elle est considérée comme incapable d’une telle action ;
Il fut choisi pour chef ;
Il fut pris pour juge ;
Bossuet fut surnommé l’Aigle de Meaux ;
Celui qui est trouvé avec les coupables est censé complice ;
Cette rivière s’appelle le Loir ;
Ce pays jadis prospère s’est changé en désert.
Dans d’autres grammaires que celles du français on trouve en général en tant que copulatifs certains verbes équivalents aux français et d’autres, qui, à côté d’un sens en contexte sans attribut, ont aussi un sens attributif. Exemples :
(en) She feels angry « Elle se sent en colère » ;
(ro)
Învățătura înseamnă muncă « Apprendre c’est travailler » (littéralement « L’apprentissage signifie travail ») ;
Numai să dea Dumnezeu să iasă cum cred eu « Dieu fasse que ce soit finalement comme je pense » (litt. « … que sorte… ») (Liviu Rebreanu) ;
(hu) Elmúltam húszéves « J’ai plus de 20 ans » (litt. « J’ai passé (l’âge) de 20 ans ».
(BCMS) :
Ośeća se prevarenim « Il se sent trompé » ;
Ne pravi se lud « Ne fais pas semblant d’être fou ».

## Particularités de la copule dans quelques langues

### Dans des langues romanes

#### En français
En français, la copule est souvent omise en phrase dite averbale. Elle peut être une phrase simple énonciative (ex. À vous la parole) ou exclamative : Délicieux, vos gâteaux !, Drôle de type !, Magnifique !, Imbécile !.
En phrase complexe, on trouve des attributs sans copule :
- complétés par une proposition relative, ex. Heureux qui frissonne aux miracles de cette poésie (Anatole France)[33] ;
- suivis d’une proposition sujet : Inutile que vous en parliez là-bas ! (Flaubert)[34] ;
- en proposition de concession : Quoique malade, Lucie a voulu nous accompagner[35].

#### En roumain
En roumain on peut omettre la copule pour éviter sa répétition dans un dialogue : – Era trist? – Trist (litt. « – Il était triste ? – Triste »). Pour la même raison, on peut l’omettre dans une phrase coordonnée : El era vesel, iar ea tristă « Il était gai et elle – triste ».
L’omission est fréquente également dans des phrases appelées « nominales qualificatives » :
Vorba lungă sărăcia omului (litt. « Parole longue pauvreté de l’homme ») (proverbe) ;
El savant? « Lui, savant ? » ;
Bine că ai venit « Il est bon que tu sois venu(e) » (litt. « Bien que… ») ;
Bucuroși de oaspeți? (litt. « Joyeux des hôtes ? ») – formule de salut de locuteurs qui arrivent chez d’autres personnes.
Comme en français, des phrases exclamatives aussi peuvent être dépourvues de copule (ex. Năprasnic ger! « Terrible gel ! »), ainsi que la proposition de concession : Deși sărac, e optimist « Quoique pauvre, il est optimiste ».

#### En espagnol
L’une des particularités de l’espagnol est qu’il a deux verbes correspondant à « être ». Les deux sont utilisés en tant que copules aussi.
L’un de ces verbes est ser. En général, il est utilisé quand l’identité ou la qualité sont vues comme permanentes:
- avec un nom : Soy arquitecto « Je suis architecte » ;
- avec un infinitif : Eso es sufrir « Cela est souffrir » ;
- avec une proposition subordonnée : La dificultad es que no tenemos dinero « La difficulté est que nous n’avons pas d’argent » ;
- avec un adjectif considéré comme exprimant une propriété inhérente au sujet : Este libro es triste « Ce livre est triste ».

Le verbe estar est employé surtout avec des adjectifs, lorsqu’ils expriment :
- une propriété provisoire ou vue comme telle par le locuteur : La sopa está caliente « La soupe est chaude », Está muy optimista « Il/Elle est très optimiste » ;
- une propriété énoncée par le locuteur comme impliquant son impression subjective : Elena está muy guapa « Elena est très belle (à mon avis) ».

### Dans d’autres langues

#### En russe
Le russe est une langue où, à la différence d’autres langues slaves, le verbe быть (byt') correspondant à « être » n’a plus au présent de l’indicatif que la forme de 3e personne du singulier, et celle-ci non plus n’est pas utilisée en tant que copule, ex. Она сегодня нарядная (Ona sevodnia nariadnaïa) « Elle est élégante aujourd’hui ». Toutefois, aux autres modes et temps verbaux, ce verbe est utilisé à toutes les personnes : Он был начальником (On byl natchal'n'ikom) « Il était (le) chef », Маша будет нарядная (Macha boud'et nariadnaïa) « Macha sera élégante », Будь весёлой! (Boud' vesioloï!) « Sois gaie ! », будучи больным (boudoutchi bol'nym) « étant malade ». Ces diverses situations demandent deux cas différents pour l’attribut. Sans copule et avec la copule au futur, il est au cas nominatif, mais avec la copule au passé, à l’impératif et au participe, il est à l’instrumental.

#### En hongrois
En hongrois, le verbe van « être » a toutes les formes personnelles En tant que verbe copulatif il est omis seulement à la 3e personne du singulier et du pluriel du présent de l’indicatif, en phrase canonique : Attila tanár « Attila est professeur », A könyvek régiek « Les livres sont anciens ». Il est utilisé à cette forme si seulement il est mis en relief par une accentuation plus forte : Géza van olyan jó matematikus, mint Miklós « Géza est largement aussi bon mathématicien que Miklós ». Aux autres personnes, modes et temps, ce verbe n’est pas omis (voir plus haut).
Dans les grammaires de cette langue on ne considère comme copulatifs que les verbes van, lesz « devenir », marad « rester » et múlik « passer » (à sens temporel), l’attribut étant au nominatif. D’autres verbes correspondant à ceux appelés plus haut pseudo-copulatifs exigent des compléments à d’autres cas, c’est pourquoi ils ne sont pas considérés comme copulatifs.

#### En hébreu moderne
En hébreu, la situation est semblable à celle du russe pour ce qui est du verbe correspondant à « être ». Au présent de l’indicatif, il est absent (ex. yoram ayef « Yoram est fatigué »), mais la fonction de copule peut être remplie par le pronom personnel correspondant au sujet : sarah šelanu hi ayefa « Notre Sarah est fatiguée » (litt. « Sarah notre elle fatiguée »). Le pronom personnel est en général exigé si l’attribut est un nom : yoram hu rav « Yoram est rabbin » (litt. « Yoram lui rabbin »). La copule peut être un pronom démonstratif avec un attribut nom d’inanimé, quand le sujet est indéfini : iton eḥad zeh me‘at me’od dapim « Un journal, c’est très peu de feuilles » (litt. « Journal un cela peu très feuilles »). Le verbe copulatif est présent aux autres formes : hu haya ketzat lo na‘im « Il a été/était un peu désagréable », hu yihye gavoah mišear eḥav « Il sera plus grand que ses frères ».

#### En arabe
En arabe non plus il n’y a pas de copule dans la phrase nominale au présent, forme affirmative, l’attribut étant au nominatif, ex. al-Tariiq-u Tawiil-un « La route (est) longue », ’anti Sadiiqat-ii « Tu (es) mon amie ». On peut utiliser au présent en arabe aussi un pronom personnel copule : al-muhimm-u huwa l-‘iamal-u « L’important c’est le travail » (litt. « L’important lui le travail »). Une telle phrase est niée avec un verbe signifiant « ne pas être » placée à son début, l’attribut étant au cas accusatif : lays-a xabiir-an « Il n’est pas un expert ». Au passé et au futur, on utilise le verbe signifiant « être », également placé en début de phrase, l’attribut étant là encore à l’accusatif : kaan-a l-Tariiq-u Tawiil-an « La route a été longue », sa-ta-kuun-u zawjat-ii Tabiibat-an « Ma femme sera médecin ».

#### En japonais
En japonais, ce qui est pris en compte dans d’autres langues en tant qu’attribut peut former seul le prédicat dans le registre de langue familier, par exemple :
Watashi wa Kyoto no shusshin « Je suis de Kyoto » (litt. « Moi THÈME Kyoto POSSESSEUR lieu d’origine ») ;
Minako wa kawaii « Minako est jolie » (litt. « Minako THÈME jolie »).
Dans le registre courant, à la fin de telles phrases neutres on ajoute la particule da qui est en général interprétée par les linguistes comme une copule, bien qu’elle n’ait pas la même valeur que le verbe « être » copulatif, ex. Watashi wa Kyoto no shusshin da. Le locuteur qui exprime en même temps sa politesse, remplace la particule da par la particule desu : Watashi wa Kyoto no shusshin desu.

#### En turc
En turc non plus il n’y a pas de copule au présent, dans des phrases non marquées pour l’aspect ou pour la modalité, à la 3e personne du singulier, ex. Necla öğretmen « Necla est professeur ». La copule manque dans certains cas à la 3e personne du pluriel aussi: Öğretmenler « Ils/Elles sont professeurs » (litt. « Professeurs », avec accent sur l’avant-dernière syllabe, alors qu’accentué sur la dernière syllabe c’est simplement un nom au pluriel). Dans d’autres situations, la copule est un suffixe avec des formes différentes selon le temps, le mode etc. D’autres suffixes sont ajoutés à la copule, le dernier étant la désinence personnelle, qui est nulle à la 3e personne du singulier : Necla öğretmendi « Necla était/a été professeur » (litt. « Necla professeur-COPULE AU PASSÉ »), Biraz yorgundum « J’étais plutôt fatigué(e) » (litt. « Plutôt fatigué(e)-COPULE AU PASSÉ-DÉSINENCE DE 1re PERS. SG. »), Öğrenciydiler « Ils/Elles étaient étudiant(e)s » (litt. « Étudiant-COPULE AU PASSÉ-DÉSINENCE DE 3e PERS. PL. »).

#### En breton
En breton, le verbe bezañ, équivalent à « être », présente un système complexe de conjugaisons induisant des nuances de sens et d'usage. Au présent, il présente les différents types de conjugaisons :
- Forme copulative eo (« est ») : le verbe assure le rôle de copule et introduit un attribut (nom ou adjectif) en précédant nécessairement le sujet, p. ex. Un den mat eo Steven (« Steven est une bonne personne »), Brav eo Steven (« Steven est beau ») ; cette forme du verbe bezañ se fléchit à toutes les personnes et est présente à tous les temps. Elle peut être auxiliaire des temps composés : Deuet eo Steven (« Steven est venu »).
- Forme de localisation emañ (« est, se tient ») : le verbe localise spatialement ou temporellement le sujet nécessairement défini, en précédant nécessairement le sujet, p. ex. E Brest emañ ar fest-noz (« Le fest-noz est à Brest »), Da nav eur emañ ar fest-noz (« Le fest-noz est à neuf heures »). Le verbe bezañ ne remplit ici plus le rôle de copule. Cette forme de localisation se fléchit à toutes les personnes mais est défective, n’étant présente qu’au présent et dans certaines régions au passé (dans le dialecte léonard et dans le style littéraire).
- Forme de localisation ez eus (« y a ») : le verbe localise spatialement ou temporellement le sujet nécessairement indéfini, en précédant nécessairement le sujet, p. ex. E Brest ez eus ur fest-noz (« Il y a un fest-noz à Brest »), Da nav eur ez eus ur fest-noz (« Il y a un fest-noz à neuf heures »). Le verbe bezañ ne remplit ici plus le rôle de copule. Cette forme de localisation est défective, ne possédant qu’une forme impersonnelle au présent. Elle peut être auxiliaire des temps composés, dans le cas où le sujet est indéfini : Deuet ez eus un den (« Une personne est venue », litt. « Venue il y a une personne »).
- Forme zo (« est »/« il y a ») : recouvre l’ensemble des sens et usages de eo, emañ et ez eus, sous la contrainte de succéder au sujet. On obtient ainsi, en reprenant tous les exemples cités ci-dessus : Steven a zo brav, Steven a zo un den mat, Steven a zo deuet, Ar fest-noz a zo e Brest, Ur fest-noz a zo da nav eur, Un den a zo deuet. Cette forme, dite bloquée, est la même pour toutes les personnes au présent (Me a zo laouen « je suis content.e », te a zo laouen « tu es content.e », etc.) et est absente des autres temps et modes.
- Forme d’habitude vez (« est »/« il y a ») : recouvre l’ensemble des sens et usages de eo, emañ, ez eus et zo, peu importe la place du sujet. Forme copulative comme de localisation, elle indique néanmoins un présent de vérité générale et d’habitude, et non un présent de description. On peut ainsi former : Steven a vez brav pa vez laouen (« Steven est beau quand il est content »), Ur fest-noz a vez bep Meurzh (« Il y a un fest-noz tous les mardis »). Cette forme se fléchit à toutes les personnes et possède une conjugaison au passé : Diroll e veze ar vugale pa rae glav (« Les enfants étaient excités quand il pleuvait », sous-entendu à chaque fois ou presque qu’il pleuvait).

## Sources bibliographiques
- (ro) Avram, Mioara, Gramatica pentru toți [« Grammaire pour tous »], Bucarest, Humanitas, 1997 (ISBN 973-28-0769-5)
- (hr) Barić, Eugenija et al., Hrvatska gramatika [« Grammaire croate »], Zagreb, Školska knjiga, 1997, 2e éd. (ISBN 953-0-40010-1)
- (ro) Bidu-Vrănceanu, Angela et al., Dicționar general de științe. Științe ale limbii [« Dictionnaire général des sciences. Sciences de la langue »], Bucarest, Editura științifică, 1997 (ISBN 973-440229-3, lire en ligne)
- (hu) Bokor, József, « Szófajtan » [« Parties du discours »], dans A. Jászó, Anna (dir.), A magyar nyelv könyve [« Le livre de la langue hongroise »], Budapest, Trezor, 2007, 8e éd. (ISBN 978-963-8144-19-5, lire en ligne), p. 197-253
- (en) Bussmann, Hadumod (dir.), Dictionary of Language and Linguistics [« Dictionnaire de la langue et de la linguistique »], Londres – New York, Routledge, 1998 (ISBN 0-203-98005-0, lire en ligne [PDF])
- (cnr) Čirgić, Adnan, Pranjković, Ivo et Silić, Josip, Gramatika crnogorskoga jezika [« Grammaire du monténégrin »], Podgorica, Ministère de l’Enseignement et des Sciences du Monténégro, 2010 (ISBN 978-9940-9052-6-2, lire en ligne [PDF])
- (ro) Constantinescu-Dobridor, Gheorghe, Dicționar de termeni lingvistici [« Dictionnaire de termes linguistiques »] (DTL), Bucarest, Teora, 1998 (sur Dexonline.ro)
- (en) Crystal, David, A Dictionary of Linguistics and Phonetics [« Dictionnaire de linguistique et de phonétique »], Blackwell Publishing, 2008, 4e éd. (ISBN 978-1-4051-5296-9, lire en ligne [PDF])
- (ro) « Dicționare ale limbii române (Dexonline) » [« Dictionnaires de la langue roumaine »] (consulté le 18 septembre 2020)
- Dubois, Jean et al., Dictionnaire de linguistique, Paris, Larousse-Bordas/VUEF, 2002 (lire en ligne)
- (en) Eastwood, John, Oxford Guide to English Grammar [« Guide Oxford de la grammaire anglaise »], Oxford, Oxford University Press, 1994 (ISBN 0-19-431351-4, lire en ligne [PDF])
- (hu) Erdős, József (dir.), Küszöbszint. Magyar mint idegen nyelv [« Niveau-seuil. Hongrois langue étrangère »], Université technique de Budapest, Institut de linguistique, Groupe pour le hongrois, 2001 (lire en ligne)
- (en) Glinert, Lewis, The grammar of Modern Hebrew [« Grammaire de l’hébreu moderne »], Cambridge, Cambridge University Press, 1989 (ISBN 0-521-25611-9)
- (en) Glinert, Lewis, Modern Hebrew. An Essential Grammar [« Grammaire fondamentale de l’hébreu moderne »], New York – Londres, Routledge, 2005, 3e éd. (ISBN 0-203-32941-4)
- (en) Göksel, Aslı et Kerslake, Celia, Turkish: a Comprehensive Grammar [« Grammaire détaillée du turc »], Londres – New York, Routledge, 2005, PDF (ISBN 0-203-34076-0, lire en ligne)
- Maurice Grevisse et André Goosse, Le Bon Usage : grammaire française, Bruxelles, De Boeck Université, 2007, 14e éd., 1584 p. (ISBN 978-2-8011-1404-9, lire en ligne [PDF])
- Kalmbach, Jean-Michel, La grammaire du français langue étrangère pour étudiants finnophones (version 1.1.4.), Jyväskylä (Finlande), Université de Jyväskylä, 2013 (ISBN 978-951-39-4260-1, lire en ligne)
- (hu) Kálmánné Bors, Irén et A. Jászó, Anna, « Az egyszerű mondat » [« La phrase simple »], dans A. Jászó, Anna (dir.), A magyar nyelv könyve [« Le livre de la langue hongroise »], Budapest, Trezor, 2007, 8e éd. (ISBN 978-963-8144-19-5, lire en ligne), p. 345-436
- (en) Kattán-Ibarra, Juan et Pountain, Christopher J., Modern Spanish Grammar. A practical guide [« Grammaire de l’espagnol moderne. Guide pratique »], Londres – New York, Routledge, 2003, 2e éd., PDF (ISBN 0-203-42831-5, lire en ligne)
- (en) Kusutani, Sayuri, « The English Copula Be: Japanese learners’ confusion » [« La copule anglaise be : confusion des apprenants japonais »], TESOL Working Paper Series, vol. 4, no 2,‎ 2006, p. 11-15 (lire en ligne [PDF], consulté le 18 septembre 2020)
- (en) Rounds, Carol, Hungarian: an Essential Grammar [« Grammaire fondamentale du hongrois »], Londres – New York, Routledge, 2001 (ISBN 0-203-46519-9, lire en ligne [PDF])
- (en) Ryding, Karin C., A Reference Grammar of Modern Standard Arabic [« Grammaire de référence de l’arabe moderne standard »], Cambridge, Cambridge University Press, 2005 (ISBN 978-0-511-11480-9)
- Szende, Thomas et Kassai, Georges, Grammaire fondamentale du hongrois, Paris, Langues et mondes – l’Asiathèque, 2007 (ISBN 978-2-91-525555-3, lire en ligne [PDF])
- (en) Timberlake, Alan, A Reference Grammar of Russian [« Grammaire de référence du russe »], Cambridge, Cambridge University Press, 2004 (ISBN 978-0-511-16446-0)